# Transport w Bośni i Hercegowinie

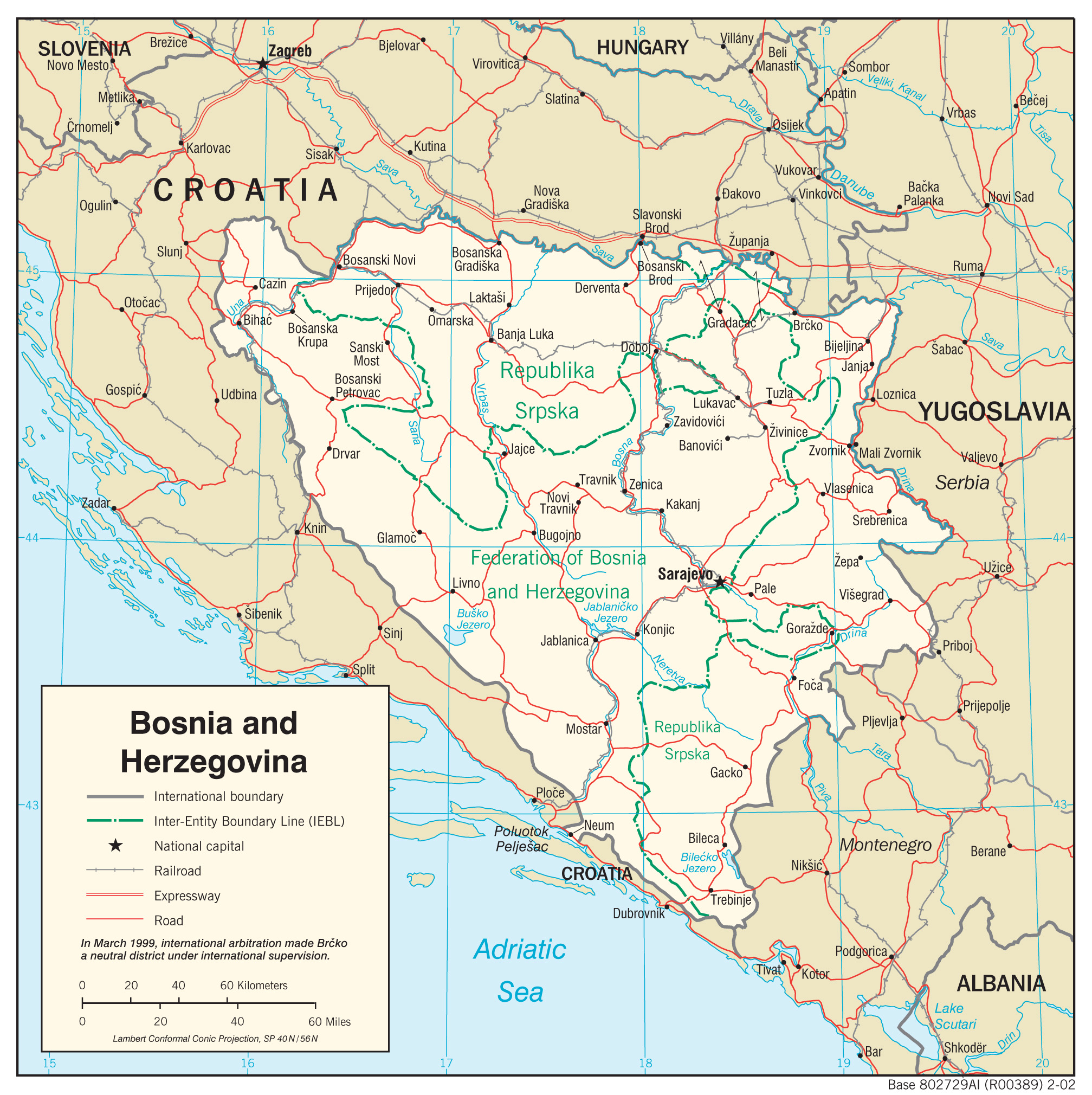
Sieć transportowa w Bośni i Hercegowinie

Transport w Bośni i Hercegowinie – system transportu działający na terenie Bośni i Hercegowiny.

## Transport drogowy

Sieć drogowa w Bośni i Hercegowinie

Całkowita długość sieci drogowej w Bośni i Hercegowinie wynosi 24 800 km, w tym 3800 km dróg głównych, 4700 km dróg regionalnych i 16 100 km dróg lokalnych.
Przez Bośnię i Hercegowinę przebiega kilka tras międzynarodowej sieci dróg szybkiego ruchu – E65 (przez obszar Neum), E73 (trzeci odcinek paneuropejskiego Vc), E661, E761 i E762.
W budowie jest autostrada A1, która ma połączyć północ kraju z południem. Do połowy 2019 roku zbudowano ok. 110 km z planowanych 340 autostrady. Autostrada jest częścią paneuropejskiego korytarza Vc i europejskiej drogi międzynarodowej E73 i składać się będzie z następujących odcinków. Odcinek 1: przejście graniczne BiH z Chorwacją Svilaj – Doboj Jug (Karuše); odcinek 2: Doboj Jug (Karuše) – Sarajevo Jug (Tarčin); odcinek 3: Sarajevo Jug (Tarčin) – Mostar Sjever; odcinek 4: Mostar Sjever – granica z Chorwacją Bijača.
Oprócz europejskich tras terytorium Bośni i Hercegowiny przecinają drogi krajowe o charakterze głównym, regionalnym lub lokalnym, a ich nawierzchnia asfaltowa wynosi 11 425 km (4686 km dróg międzymiastowych), natomiast nawierzchnia nieasfaltowa wynosi 10 421 km.

## Transport kolejowy
Sieć kolejowa w Bośni i Hercegowinie ma długość 1042 km.
Główne trasy – z północy na południe to Šamac – Sarajevo – Čaplina (Ploče) i z zachodu na wschód – Novi Grad – Doboj – Tuzla – Zvornik.

## Transport lotniczy
W Bośni i Hercegowinie istnieją cztery główne lotniska spełniające standardy ICAO i wszystkie obsługują transport międzynarodowy: Sarajewo, Banja Luka, Mostar i Tuzla.

## Transport wodny
Transport rzeczny odbywa się na rzece Sawie na odcinku 333 km. Na trasie istnieją dwa porty rzeczne Šamac oraz Brčko. Trasa rzeczna w Bośni i Hercegowinie jest częścią europejskiej sieci dróg wodnych VII Trans European Transport Corridor.
Z racji braku własnego portu morskiego, do transportu tą drogą używany jest port Ploče w Chorwacji (ok. 15 km od granicy).